# Тејн (Вајоминг)
Тејн (енгл. Thayne) град је у америчкој савезној држави Вајоминг.

## Демографија
По попису из 2010. године број становника је 366, што је 25 (7,3%) становника више него 2000. године.
| Група             | 2000.       | 2010.       |
| Белци             | 332 (97,4%) | 323 (88,3%) |
| Афроамериканци    | 0 (0,0%)    | 0 (0,0%)    |
| Азијати           | 0 (0,0%)    | 4 (1,1%)    |
| Хиспаноамериканци | 2 (0,6%)    | 34 (9,3%)   |
| Укупно            | 341         | 366         |